# Episodi di Vera
Gli episodi della serie televisiva Vera sono andati in onda dal 1º maggio 2011 sul canale britannico ITV per terminare il 2 gennaio 2025, producendo complessivamente 56 episodi nel corso di quattordici stagioni.
In Italia, la serie va in onda in prima visione su Giallo dal 10 ottobre 2016. Gli episodi finali della serie sono previsti per il 2025.
| n°                       | Titolo originale       | Titolo italiano             | Prima TV UK       | Prima TV Italia   |
| Prima stagione           | Prima stagione         | Prima stagione              | Prima stagione    | Prima stagione    |
| ------------------------ | ---------------------- | --------------------------- | ----------------- | ----------------- |
| 1                        | Hidden Depths          | Verità nascoste             | 1º maggio 2011    | 10 ottobre 2016   |
| 2                        | Telling Tales          | Raccontando favole          | 8 maggio 2011     | 17 ottobre 2016   |
| 3                        | The Crow Trap          | La trappola per corvi       | 15 maggio 2011    | 24 ottobre 2016   |
| 4                        | Little Lazarus         | Piccolo Lazzaro             | 22 maggio 2011    | 31 ottobre 2016   |
| Seconda stagione         |                        |                             |                   |                   |
| 1                        | The Ghost Position     | La posizione del fantasma   | 22 aprile 2012    | 14 novembre 2016  |
| 2                        | Silent Voices          | Voci silenziose             | 29 aprile 2012    | 21 novembre 2016  |
| 3                        | A Certain Samaritan    | Un buon samaritano          | 20 maggio 2012    | 5 dicembre 2016   |
| 4                        | Sandancers             | Gli sminatori               | 3 giugno 2012     | 28 novembre 2016  |
| Terza stagione           |                        |                             |                   |                   |
| 1                        | Castles in the Air     | Castelli in aria            | 25 agosto 2013    | 18 settembre 2017 |
| 2                        | Poster Child           | La ragazza sotto le macerie | 1º settembre 2013 | 11 settembre 2017 |
| 3                        | Young Gods             | Giovani dei                 | 8 settembre 2013  | 25 settembre 2017 |
| 4                        | Prodigal Son           | Figliol prodigo             | 15 settembre 2013 | 2 ottobre 2017    |
| Quarta stagione          |                        |                             |                   |                   |
| 1                        | On Harbour Street      | Ad un amico ferito          | 27 aprile 2014    | 9 ottobre 2017    |
| 2                        | Protected              | Un segreto di famiglia      | 4 maggio 2014     | 16 ottobre 2017   |
| 3                        | The Deer Hunters       | Il battesimo di sangue      | 11 maggio 2014    | 23 ottobre 2017   |
| 4                        | Death of a Family Man  | Morte di un padre           | 18 maggio 2014    | 30 ottobre 2017   |
| Quinta stagione          |                        |                             |                   |                   |
| 1                        | Changing Tides         | Cambiamento di maree        | 5 aprile 2015     | 14 maggio 2018    |
| 2                        | Old Wounds             | Vecchie ferite              | 12 aprile 2015    | 21 maggio 2018    |
| 3                        | Muddy Waters           | Acque fangose               | 19 aprile 2015    | 28 maggio 2018    |
| 4                        | Shadows in the Sky     | Rivali                      | 26 aprile 2015    | 4 giugno 2018     |
| Sesta stagione           |                        |                             |                   |                   |
| 1                        | Dark Road              | Una vita in silenzio        | 31 gennaio 2016   | 11 giugno 2018    |
| 2                        | Tuesday's Child        | Il cavernicolo              | 7 febbraio 2016   | 18 giugno 2018    |
| 3                        | The Moth Catcher       | Cacciatrici di farfalle     | 14 febbraio 2016  | 25 giugno 2018    |
| 4                        | The Sea Glass          | Addio mare                  | 21 febbraio 2016  | 2 luglio 2018     |
| Settima stagione         |                        |                             |                   |                   |
| 1                        | Natural Selection      | Selezione naturale          | 19 marzo 2017     | 21 febbraio 2019  |
| 2                        | Dark Angel             | L'angelo nero               | 26 marzo 2017     | 28 febbraio 2019  |
| 3                        | Broken Promise         | Promessa infranta           | 2 aprile 2017     | 7 marzo 2019      |
| 4                        | The Blanket Mire       | Una prigione di terra       | 9 aprile 2017     | 14 marzo 2019     |
| Ottava stagione          |                        |                             |                   |                   |
| 1                        | Blood and Bone         | Sangue e ossa               | 7 gennaio 2018    | 21 marzo 2019     |
| 2                        | Black Ice              | Ghiaccio nero               | 14 gennaio 2018   | 28 marzo 2019     |
| 3                        | Home                   | Casa                        | 21 gennaio 2018   | 4 aprile 2019     |
| 4                        | Darkwater              | Acque scure                 | 28 gennaio 2018   | 11 aprile 2019    |
| Nona stagione            |                        |                             |                   |                   |
| 1                        | Blind Spot             | Punto cieco                 | 13 gennaio 2019   | 12 febbraio 2020  |
| 2                        | Cuckoo                 | Parassita                   | 20 gennaio 2019   | 19 febbraio 2020  |
| 3                        | Cold River             | Tre sorelle                 | 27 gennaio 2019   | 26 febbraio 2020  |
| 4                        | The Seagull            | Il gabbiano                 | 3 febbraio 2019   | 4 marzo 2020      |
| Decima stagione          |                        |                             |                   |                   |
| 1                        | Blood Will Tell        | La volontà del sangue       | 12 gennaio 2020   | 15 ottobre 2020   |
| 2                        | Parent Not Expected    | Genitore inatteso           | 19 gennaio 2020   | 22 ottobre 2020   |
| 3                        | Dirty                  | Sporco                      | 26 gennaio 2020   | 29 ottobre 2020   |
| 4                        | The Escape Turn        | Scommessa persa             | 2 febbraio 2020   | 5 novembre 2020   |
| Undicesima stagione      |                        |                             |                   |                   |
| 1                        | Witness                | Testimone                   | 29 agosto 2021    | 4 maggio 2022     |
| 2                        | Recovery               | Recupero                    | 5 settembre 2021  | 11 maggio 2022    |
| 3                        | Tyger Tyger            | Tyger Tyger                 | 9 gennaio 2022    | 18 maggio 2022    |
| 4                        | As The Crow Flies      | Come il corvo vola          | 16 gennaio 2022   | 25 maggio 2022    |
| 5                        | Vital Signs            | Segni vitali                | 15 gennaio 2023   | 1º giugno 2022    |
| 6                        | The Way the Wind Blows | Come soffia il vento        | 22 gennaio 2023   | 8 giugno 2022     |
| Dodicesima stagione      |                        |                             |                   |                   |
| 1                        | Against The Tide       | Controcorrente              | 29 gennaio 2023   | 17 maggio 2023    |
| 2                        | For The Grace Of God   | Per grazia di Dio           | 5 febbraio 2023   | 24 maggio 2023    |
| 3                        | Blue                   | Blu                         | 12 febbraio 2023  | 31 maggio 2023    |
| 4                        | The Darkest Evening    | La sera più buia            | 19 febbraio 2023  | 7 giugno 2023     |
| Special                  | The Rising Tide        | Secret Santa                | 26 dicembre 2023  | 17 dicembre 2023  |
| Tredicesima stagione     |                        |                             |                   |                   |
| 1                        | Fast love              | '                           | 7 gennaio 2024    | 15 maggio 2024    |
| 2                        | Tender                 | '                           | 14 gennaio 2024   | 22 maggio 2024    |
| 3                        | Salt and Vinegar       | '                           | 21 gennaio 2024   | 29 maggio 2024    |
| Quattordicesima stagione |                        |                             |                   |                   |
| 1                        | Inside                 | '                           | 1º gennaio 2025   | 15 maggio 2025    |
| 2                        | The Dark Wives         | '                           | 2 gennaio 2025    | 22 maggio 2025    |

## Prima stagione

### Verità nascoste
- Titolo originale: Hidden Depths
- Basato sul romanzo Hidden Depths di Ann Cleeves.

In una calda estate sulle aspre brughiere oscure sulla costa del Northumberland, Julie Armstrong torna a casa da una serata fuori e scopre che suo figlio quindicenne Luke è stato assassinato. Il giovane, strangolato, è steso nella vasca da bagno cosparsa di fiori e candele. L'ispettore capo Vera Stanhope e il suo giovane sergente Joe Ashworth iniziano a indagare. La vita di Vera è complicata per la morte del padre e dalla sua decisione di vivere nella casa paterna che purtroppo contiene i resti disordinati della sua vita. La madre di Luke, Julie (vedova), riferisce agli investigatori che l'amico di Luke, Thomas Sharp, è annegato accidentalmente alcuni mesi prima. Alcuni ragazzi stavano scherzando sulla banchina di North Shields, Thomas è caduto in mare cercando di salvare la sua macchina fotografica e non sapendo nuotare è annegato. Luke è saltato in acqua cercando di salvare Thomas, ma era ormai troppo tardi. Il sospetto iniziale degli investigatori cade sul padre di Thomas, ma poi l'insegnante Lily Marsh viene trovata morta su una spiaggia in una piscina naturale, anche lei strangolata e circondata da fiori. Il corpo viene trovato da un gruppo di osservatori di uccelli, tra cui i coniugi Peter e Felicity Calvert, nella cui casa sulla spiaggia Lily stava pensando di trasferirsi, e Gary Wright, un amico donnaiolo di Julie.

### Raccontando favole
- Titolo originale: Telling Tales
- Basato sul romanzo Telling Tales di Ann Cleeves

Una donna, Jeannie Long, si fa travolgere da un autobus davanti a casa di suo padre Michael, che l'aveva rifiutata scacciandola freddamente, dopo essere fuggita in occasione del trasferimento dalla prigione all'ospedale dove era attesa per un'operazione di routine. La donna era da 11 anni in carcere perché accusata di aver ucciso Abigail Mantel, detta 'Abby', la figlia quindicenne del suo compagno Keith Mantel. La notizia della sua morte porta finalmente prove che dimostrano che la donna era innocente, come aveva affermato da tempo, portando L'Ispettore Capo Vera Stanhope a riaprire il caso. Mentre Vera e i suoi indagano, un ragazzo, Chris Winter, viene trovato morto da sua madre Mary Winter nel vialetto di casa di Keith Mantel durante una cena di beneficenza in onore della sua defunta figlia. Il ragazzo è il fratello di Emma, che era la migliore amica di Abby e figlio di Robert Winter, l'assistente che si era occupato delle indagini. Chris, in effetti, si era allontanato da anni da casa recandosi all'estero, ma avendo appreso dai media del suicidio di Jeannie, si era proposto di tornare per raccontare la verità, di cui era stato testimone, e scagionare così, in un rimorso di coscienza, la defunta Jeannie. Vera si trova così a dover mettere il naso nelle indagini fatte allora e a chiedere spiegazioni all'ispettore Caroline Fletcher che aveva condotto sbrigativamente le indagini facendo condannare Jeannie. Qualche giorno dopo, Keith Mantel subisce un'aggressione in casa sua durante la notte. Vera e il suo sergente Joe Ashworth continuano ad indagare e scoprono che il sergente Robert Winter che si occupava delle indagini aveva avuto relazioni sessuali con la quindicenne Abby e l'aveva poi uccisa perché la ragazzina minacciava di raccontare tutto a suo padre. In realtà, però, ad uccidere Abby è stata sua moglie Mary, che aveva scoperto la tresca e ad uccidere Chris è stato il marito stesso, perché il figlio voleva raccontare la verità e far condannare così Mary, la madre ormai demente.

### La trappola per corvi
- Titolo originale: The Crow Trap
- Basato sul romanzo The Crow Trap di Ann Cleeves, il primo con protagonista Vera Stanhope.

Una donna, Bella, viene uccisa e Vera e Joe iniziano le loro indagini scavando nei rapporti familiari. Subito salta fuori che la casa in cui la donna viveva con il marito paralitico ha due ipoteche e che un imprenditore ha offerto soldi alla famiglia pur di aver campo libero e realizzare una cava. I due scopriranno che Bella all'inizio non voleva accettare la proposta e ha fatto sit-in di protesta, poi, però, pare che si fosse decisa a vendere. Vera interrogherà il figlio dell'uomo che ha sposato Bella, la segretaria dell'imprenditore, che è anche la figlia di uno degli amici dei sit-in di Bella, la donna che si occupa della perizia dei terreni per conto dell'imprenditore e l'imprenditore stesso con la sua famiglia. Vera e Joe, pian piano si avvicineranno alla verità, scavando nel passato di tutti e cercando di cogliere quell'indizio che permetterà di risolvere il caso. Alla fine i sospetti si concentreranno tutti su Barbara, la moglie dell'imprenditore, che aveva i suoi motivi per non volere che la cava fosse realizzata. La donna, infatti, ha ucciso Bella perché aveva deciso di vedere il terreno ed ucciso Grace la segretaria perché aveva ascoltato un messaggio di Bella sulla segreteria telefonica in cui manifestava all'imprenditore la sua intenzione di vendere; in seguito ha sequestrato Anna, la donna che si occupa della perizia, perché ha dato un responso favorevole e, infine, aggredisce Joe quando va a casa sua per chiederle delle informazioni e sente Anna chiedere aiuto. Vera arriverà in tempo per salvare Anna e Joe e per arrestare Barbara, che ha fatto tutto questo pur di non far scoprire a suo marito che in quel terreno vi era sepolto il corpo di un bambino da lei ucciso anni prima.

### Piccolo Lazzaro
- Titolo originale: Little Lazarus

Mentre sta rientrando, un agente nota un'auto con le portiere aperte ed i vetri infranti, e a poca distanza il corpo insanguinato senza vita di una donna. L'agente allerta Vera che era appena rientrata a casa e lei accorsa sul posto nota subito delle impronte di scarpe insanguinate e le segue. Queste portano a un fiumiciattolo dove scorge il corpo di un ragazzino sommerso dall'acqua. Vera fa appena in tempo a rianimarlo e a salvarlo. Il bambino potrebbe essere testimone dell'omicidio di sua mamma. Vera e la sua squadra indagano sulla vicenda e i sospetti ricadono subito su un uomo con cui, pare, la donna avesse una relazione. Intanto Adam, il ragazzino salvato da Vera, pur essendo ancora confuso, cerca di aiutare nelle indagini raccontando tutto quello che si ricorda e portando Vera e Joe nella casa in cui viveva con sua madre. Inoltre Vera apprende che la madre conosceva un giudice donna della corte suprema, che aveva aiutato la donna, il cui vero nome è Carla, a rifarsi una vita cambiando nome e città, perché fuggiva da un uomo che la perseguitava. Questo, anni prima, viveva con lei in una casa famiglia e la donna lo aveva sfigurato difendendosi dalle sue avances, per questo era stata condannata a un periodo di detenzione. Quando Carla, otto anni dopo, si presenta alla casa del giudice per prendere i suoi due bambini la figlia maggiore che non vuole seguire la madre ha una colluttazione con lei e cade battendo la testa e Carla credendola morta va via portando con se il bambino. In realtà la ragazza è viva ma il giudice e il marito la considerano ormai come loro figlia volendola tenere con loro. Il giudice, per paura di perdere la bambina, ha avvisato l'uomo che perseguitava la donna della sua nuova identità, così lui ha potuto trovarla e ucciderla per vendicarsi dell'antico fatto e braccando Adam ha ucciso anche il loro anziano vicino di casa indiano.

## Seconda stagione

### La posizione del fantasma
- Titolo originale: The Ghost Position

Una bomba Molotov viene lanciata attraverso una finestra in una casa isolata nella brughiera del Northumberland. Nella casa si trova una ragazza che attendeva il rientro del padre Stuart (un poliziotto), con cui era al telefono. Questo, accorso in vista della casa in fiamme, tenta di salvare la figlia Stella ustionandosi le mani. Mentre la ragazza è ricoverata nell'ospedale in coma, lottando tra la vita e la morte, il padre riceve la visita di Vera, sua ex collega, accorsa per confortarlo, ma l'uomo ritenendo la figlia ormai spacciata, in un attimo di disperazione si uccide lanciandosi giù dal quarto piano dell'ospedale di fronte agli occhi atterriti di Vera.
Le indagini portano ad un ragazzo, che Stuart teneva sotto controllo, perché partecipava a manifestazioni lanciando molotov. Durante le indagini Vera e Joe scoprono che Stella partecipava a queste manifestazioni e che, mentre stava preparando una molotov con il ragazzo, a causa di un incidente, questo era stato avvolto dalle fiamme morendo ustionato. Stuart era intervenuto, mettendo a tacere l'accaduto per non coinvolgere la figlia, ma non sapeva che il ragazzo aveva una fidanzata particolarmente vendicativa.

### Voci silenziose
- Titolo originale: Silent Voices
- Basato sul romanzo Silent Voices di Ann Cleeves.

Il corpo di una donna viene ritrovato esanime, con profonde ferite alla testa in un bacino idrico in cui la stessa, esperta nuotatrice, si era recata per fare il bagno. Vera e Joe indagano e si recano dalla figlia, Hannah, informandola dell'omicidio della madre, facendo la conoscenza di Simon, suo fidanzato e poi della madre di lui. Questa, di diverso, ricco ceto sociale, non vedeva di buon occhio la relazione del figlio con Hannah, la cui madre era di modeste condizioni e il padre era morto quando la ragazza era in giovane età. La donna informa Vera che Jenny, la donna assassinata, era un'assistente sociale che si stava occupando di un caso importante riguardante una donna, ora rinchiusa in un manicomio, che aveva ucciso il proprio bambino affogandolo. Le indagini si concentrano sulla vita della vittima e su quest'ultimo caso di cui si stava occupando. I sospetti ricadono però su un fisioterapista di una Spa di lusso, con cui pare che Jenny avesse una relazione. Vera scopre inoltre che la donna stava scrivendo un libro, in cui descriveva l'uomo, la sua indole possessiva e dominante. Questo, saputo di questo libro, aveva fatto rubare il portatile di Jenny perché temeva che la donna lo descrivesse per come lo vedeva, ciò avrebbe potuto arrecare danno alla sua reputazione e carriera. Ma quando Vera e Joe vanno per arrestarlo, convinti di trovarsi di fronte all'assassino di Jenny, trovano l'uomo riverso a terra senza vita, assassinato, anche questo con profonde ferite alla testa. Così, continuando ad indagare, Vera riesce a trovare il portatile di Jenny nella cassaforte della Spa e, ad un attento esame dei file in esso contenuti, scopre una moltitudine di mail che Simon aveva scritto a Jenny... Le indagini portano quindi a un epilogo insospettabile e inaspettato.

### Un buon samaritano
- Titolo originale: A Certain Samaritan

Vera indaga sull'omicidio del giovane Niall Coulter, il cui corpo è caduto da un ponte su un camion che è arrivato a Portsmouth. Sia il suo datore di lavoro Marty, che sua madre Shirley, dichiarano che Niall era un cittadino modello, anche se Vera nota che Shirley abbia chiaramente qualcosa da nascondere. Sembra che Niall stesse progettando di lasciare la casa materna per trasferirsi con un amico più anziano di lui malato terminale. Quando uno spacciatore, accusato da Shirley di aver ucciso il figlio, viene assassinato, Vera si rende conto che Niall non era il ragazzo pulito che era stato dipinto e che la madre gestiva la sua tossicodipendenza anche mettendosi a servizio dello spacciatore quando non era più in grado di pagare l'eroina al figlio. Vera va trovare la ex compagna di suo padre per riportarle alcuni suoi effetti personali e successivamente in casa sotto il pavimento rinviene una sacca che contiene anche una foto incorniciata del padre insieme ad una bambina e Vera si rende conto che forse ha una sorella di cui non conosceva l'esistenza.

### Gli sminatori
- Titolo originale: Sandancers

Dopo che il soldato Ollie Barton muore saltando in aria su una mina, il suo reggimento, noto come i Sandancers, torna a casa dall'Afghanistan e a Vera e Joe viene chiesto di indagare sulla morte sospetta del sergente Deverson, insignito della Croce Militare per aver salvato il resto dei suoi uomini dopo la morte di Ollie. La vendetta sembra essere dietro la morte di Deverson, Ollie aveva infatti una relazione con sua moglie, la quale insieme alla famiglia di Ollie e ad altri membri dell'unità vengono sospettati. La morte di un altro membro dell'unità confonde l'indagine, che non è aiutata dalla chiusura dei ranghi dell'esercito. La poliziotta militare Shep è d'aiuto, ma è Vera che trova la maggior parte degli indizi.

## Terza stagione

### Castelli in aria
- Titolo originale: Castles in the Air

Una giovane fisioterapista, Lizzie, viene uccisa con un colpo di fucile mentre di sera stava trascorrendo un fine settimana in relax con due sue amiche in un elegante cottage, il cui soggiorno era stato vinto con una lotteria. I sospetti ricadono su Robert, un giovane il cui nome è saltato fuori dopo aver ritrovato dei mozziconi di sigarette e le impronte della sua auto sulla scena del crimine. Il ragazzo si difende dicendo di essere solo andato a caccia. Vera inizia a indagare e si rende conto come l'assassino possa avere, al buio, sbagliato la persona che voleva uccidere e come le due ragazze sopravvissute possano essere in pericolo. Intanto Corine, una paziente di Lizzie (moglie di John il costruttore dei cottage in cui si trovavano Lizzie e le sue amiche) viene investita e uccisa. Le indagini si concentrano sul passato di Corine e su un suo incidente d'auto in cui era rimasta uccisa una donna. Nel suo passato e in sua storia d'amore extraconiugale si trova l'assassino suo e quello di Lizzie, con un finale insospettabile e inaspettato.

### La ragazza sotto le macerie
- Titolo originale: Poster Child

Un uomo, un ex chirurgo, viene ucciso nel salotto di casa sua e le sue due figlie vengono rapite mentre sua moglie è in giardino. Vera scopre che una delle due ragazze, Mira, è stata adottata ed è una sopravvissuta di un attacco missilistico a Bagdad. La ragazza era ferita e il dottore l'ha salvata e poi adottata. Sulla scena del crimine trovano delle impronte un po' particolari: il piede destro è il numero 43 mentre il piede sinistro è il 40. I sospetti ricadono subito su un fotografo che era a Bagdad quando il missile colpì la casa di Mira e che l'aveva salvata dalle macerie, ma poi, grazie anche ad alcune rivelazioni del fotografo stesso, Vera scopre che si tratta di un uomo che proviene da Bagdad e che è collegato alla vecchia vita della ragazza. Mentre Joe e il detective Kellman sono a casa della vittima, l'assassino si introduce di nuovo in casa per prendere l'insulina di cui ha bisogno Mira, uccide Kellman e ferisce Laura, la moglie della vittima. Intanto una delle due ragazze, Karen, viene rilasciata e Vera cerca di capire cosa le hanno fatto e cosa ha visto. Alla fine si scoprirà che il rapitore è uno dei fratelli di Mira, superstite, di cui nessuno sapeva nulla e che Karen l'aveva contattato sui social fingendosi Mira e implorandolo di venire da lei e portarla via e tutto ciò per una mera questione di gelosia tra le due ragazze.

### Giovani dei
- Titolo originale: Young Gods

Un uomo, appassionato di sport estremi, viene bruciato vivo e un gruppo di ragazzi lo vede mentre si getta nel lago diventato ormai una torcia umana. L'uomo però non era benvoluto da molte persone e Vera indaga nel suo passato per cercare di capire cosa sia successo. Il medico legale scopre che l'uomo è stato avvelenato con la belladonna e, in preda alle allucinazioni, ha lottato con sé stesso (pensando di lottare con qualcuno) e poi, tirando un calcio alla lampada ad olio, ha preso fuoco. Alla fine Vera e Joe scopriranno che assassino e movente si annidano nel suo passato

### Figliol prodigo
- Titolo originale: Prodigal son

Un uomo viene ucciso fuori da un pub, in un vicolo deserto e senza telecamere. Nel bagagliaio della sua macchina vengono trovati 6000 sterline e diversi cellulari, in uno di questi vi è il numero di una ragazza che, reperita, accompagna Vera nell'appartamento della vittima. Qui viene trovato un tesserino dal quale si scopre che l'uomo, di nome John Warnock, era un ex detective che faceva la guardia alla Finches, una fabbrica di birra locale di proprietà di Sam Harper, fidanzato di Maggie, sorella di John. Scavando nel suo passato Vera scopre che la vittima vedeva di nascosto una sua ex, il cui attuale marito, Ross, era un uomo violento che era stato precedentemente arrestato da John. Vera viene poi a sapere che John era stato assunto per spiare la Finches per conto di un'azienda nazionale ansiosa di un'acquisizione, ma era stato licenziato. Diventa evidente che John stava ricattando qualcuno e che i rapporti con sua sorella non erano dei migliori.

## Quarta stagione

### Ad un amico ferito
- Titolo originale: On Harbour Street
- Basato sul romanzo Harbour Street di Ann Cleeves.

La figlia di Joe è testimone della morte di una donna anziana, accoltellata su un treno dell'ora di punta su cui stavano viaggiando lei e suo padre. La vita apparentemente tranquilla della donna si rivela tutt'altro, mentre le indagini di Vera iniziano a svelare un'intricata rete di bugie e inganni. Una vecchia conoscenza del padre di Vera sembra avere la chiave dell'intero mistero, che consiste nello svelare un omicidio commesso trent'anni prima; uno stupro e una relazione di cui nessuno sospettava potesse essere avvenuta. Vera si rende conto che la risposta potrebbe risiedere negli eventi che hanno iniziato a ripetersi. 

### Un segreto di famiglia
- Titolo originale: Protected

Quando un giovane promotore immobiliare muore su una spiaggia a Whitley Bay, le indagini di Vera sono traballanti. Sembra che la vittima non solo avesse ripreso i contatti con la sorella con la quale aveva tagliato i ponti, ma avesse anche affrontato il proprietario di una locale sala giochi il cui figlio era morto a casa della sua famiglia molti anni prima, caduto da un tetto in un presunto "furto con scasso". Quando il padre della vittima muore per arresto cardiaco, Vera sospetta che si tratti di un omicidio, ma risulta che si tratta di cause naturali. Tuttavia, una truffa che coinvolge l'attività di affitti della famiglia potrebbe essere la chiave del movente dietro la morte della vittima. Ma per mettere insieme tutti i pezzi del puzzle, Vera deve rivelare alcuni segreti strazianti a lungo sepolti, portando a una rivelazione scioccante che indirizza saldamente la squadra nella direzione del vero assassino.

### Il battesimo di sangue
- Titolo originale: The Deer Hunters

Shane Thurgood, ucciso da un colpo di fucile, viene trovato accanto alla sua macchina in una cava. Era tornato al paesino natale per vendere la proprietà del nonno recentemente scomparso, ma all'ultimo minuto si era ritirato dalla vendita ai Peyton, una ricca coppia che possiede una vicina riserva di caccia al cervo. Un secondo veicolo viene trovato bruciato con i resti di un cervo morto sul retro, il che, insieme al cibo per animali nell'auto di Thurgood, suggerisce che sia coinvolto il bracconaggio. Ma la situazione si rivela molto più complicata. 

### Morte di un padre
- Titolo originale: Death of a Family Man

Un uomo, apparentemente felicemente sposato, viene scoperto nel fiume con i lacci delle scarpe legati insieme, suggerendo il suicidio fino a quando l'autopsia non conferma l'omicidio. La vittima era un informatore dell'Agenzia delle Entrate e delle Dogane su un caso riguardante il contrabbando di alcolici che allarga i sospettati dalla famiglia ai suoi soci in affari, compreso il suo migliore amico.

## Quinta stagione

### Cambiamento di maree
- Titolo originale: Changing Tides

Con Joe Ashworth ora promosso, Vera e il suo nuovo sergente Aiden Healy, indagano su un'esplosione fatale in un parcheggio per roulotte che ha ucciso Deena Viner, sorella del proprietario del parco, Jim. Il mistero si approfondisce quando Vera e Aiden scoprono che Deena è morta nella roulotte prima che esplodesse. 

### Vecchie ferite
- Titolo originale: Old Wounds

La scoperta di resti scheletrici a Hollowthorp Woods porta Vera a riaprire il caso di una studentessa di diciassette anni, Carrie Telling, scomparsa circa trent'anni prima. Insieme ai resti del corpo sono stati rinvenuti una macchina fotografica, una carta di credito aziendale e il numero di telefono di una clinica per aborti. Quando si verifica un altro omicidio, Vera scopre che l'assassino è qualcuno che aveva qualcosa da nascondere trent'anni fa. 

### Acque fangose
- Titolo originale: Muddy Waters

Vera e la sua squadra indagano sulla morte di un giovane dragato da una fossa di liquame. Vera scopre che la vittima era un ragazzo rom che aveva lasciato il suo campo in seguito a una lite con il padre, il quale non accettava la sua omosessualità. Vera individua il camper della vittima, che contiene un mucchio di appunti, suggerendo che la vittima fosse coinvolta in qualcosa di illegale. Ma è un ragazzino sordo a presentare a Vera la soluzione del caso. 

### Rivali
- Titolo originale: Shadows in the Sky

Vera deve scoprire una vita di segreti e bugie quando Owen Thorne, un amato padre di famiglia, precipita verso la morte da un parcheggio multipiano. 

## Sesta stagione

### Una vita in silenzio
- Titolo originale: Dark Road

Quando Anne-Marie Richards viene trovata morta nella brughiera senza scarpe, Vera deduce che è stata uccisa a casa e che il corpo è stato abbandonato. Più tardi, Vera scopre che Anne-Marie nascondeva dei segreti, tra cui un fidanzato segreto e un telefono cellulare nascosto. I sospetti ricadono sulla sua famiglia - un'insegnante apparentemente rispettabile sposata con un veterinario con una figlia piccola e un ex tossicodipendente - ma la conclusione delle indagini è segnata da un attacco mortale contro uno dei membri della sua squadra. 

### Il cavernicolo
- Titolo originale: Tuesday's Child

Vera indaga sulla morte di un ragazzo il cui corpo viene trovato avvolto in sacchetti di plastica in un rurale luogo di ritrovo di adolescenti del luogo. La vittima, Jaime Thorne, aveva lavorato con una fiera itinerante della zona e aveva soggiornato in una chiesa locale durante l'inverno precedente. Il ritrovamento di un secondo cadavere nella stessa zona complica la ricerca di risposte. 

### Cacciatrici di farfalle
- Titolo originale: The Moth Catcher

Vera indaga sulla morte della ventiduenne Alex Gartside, vittima di un incidente stradale in una remota valle del Northumberland. Un altro corpo, quello di Martin Nielsen, viene trovato nella villa dove Alex aveva soggiornato. Trovare il collegamento tra le due vittime rivela un insabbiamento che coinvolge due uomini del posto. 

### Addio mare
- Titolo originale: The Sea Glass

Il cadavere dell'ex pescatore Tommy Stonnall viene recuperato dal mare sei settimane dopo che i suoi figli ne avevano denunciato la scomparsa. Era stato depresso in seguito alla morte della moglie, con enormi debiti e un'accusa – mai provata – da parte dei fratelli Ellie e Jay Connock di aver bruciato il loro mercato del pesce, uccidendone il padre. Vera esclude il suicidio dopo aver trovato un furgone abbandonato macchiato dal sangue di Tommy e delle sigarette di contrabbando in un alloggio dove aveva soggiornato durante le settimane della sua presunta scomparsa. Oltre al sinistro racket in cui era coinvolto Tommy, Vera scopre una relazione segreta e una spiegazione per l'attacco incendiario. 

## Settima stagione

### Selezione naturale
- Titolo originale: Natural Selection

Vera viene coinvolta nella morte sospetta di Gemma Wyatt a Ternstone, un'isola remota e inaccessibile al largo della costa del Northumberland. Sebbene gli amici e la famiglia della vittima credano che la sua morte sia stata un incidente, i segni trovati sul suo corpo dimostrano rapidamente il contrario. Mentre i sospetti si rivolgono alla famiglia e ai colleghi di lavoro di Gemma, Vera inizia a mettere insieme un ritratto completamente diverso della popolare ranger di successo. Ma poiché Gemma è stata lasciata sola sull'isola durante la notte, la domanda rimane: chi avrebbe potuto intraprendere il pericoloso viaggio verso il mare e risalire la costa impenetrabile dell'isola per ucciderla, e perché? 

### L'angelo nero
- Titolo originale: Dark Angel

Il corpo di un giovane viene ritrovato a faccia in giù in un fiume, bastonato a morte. Ma senza documenti sul corpo, rintracciare l'identità della vittima si rivela difficile per Vera e la sua squadra. Essi sono costretti ad andare avanti con gli unici indizi che hanno: un anello da lutto indossato al collo del giovane, segni di aghi sul corpo e un involucro di droga con un timbro distintivo: "Dark Angel". Rintracciare il timbro porta Vera a Gateshead e nel ventre criminale di Newcastle, dove la vittima, Nathan, aveva diversi legami con persone pericolose e vulnerabili, tutte persone con buone ragioni per volere Nathan fuori dai giochi. Ma le indagini prendono una svolta inaspettata quando l'avvistamento di un testimone porta Vera e il sergente Aiden Healy sulla scena di un vecchio crimine, una fattoria remota in cui circa 13 anni fa ebbe luogo un brutale omicidio. Potrebbe esserci un collegamento tra l'omicidio di Nathan e il crimine del passato.

### Promessa infranta
- Titolo originale: Broken Promise

Vera viene chiamata all'Università del Northumberland quando Jamie Marshall, un giovane e promettente studente di giornalismo, precipita verso la morte dalla cima di un edificio scientifico in disuso. Senza testimoni oculari e senza piste immediate, Vera si rivolge ad amici e familiari per raccogliere tutto ciò che può su Jamie e per scoprire chi avrebbe potuto volerlo morto. La sua indagine approfondisce ulteriormente la vita accademica e personale di Jamie, poiché diventa evidente che non tutto è come sembra. Il suo carattere solare è tradito dai post del vlog che gettano Jamie sotto una luce completamente diversa, con rabbia e risentimento che ribollono in superficie. Ma contro cosa si stava scagliando Jamie? 

### Una prigione di terra
- Titolo originale: The Blanket Mire

I geometri nelle brughiere del Northumberland fanno una scoperta scioccante: il corpo di una giovane donna sepolto sotto terra. Sulla scena si presume che questo sia il corpo dell'adolescente locale, Mia Hinkin, scomparsa sei settimane fa. Vera è costretta a dare la terribile notizia a una famiglia distrutta, alla disperata ricerca di risposte. Con il cadavere trovato così vicino a casa, Vera deve ripercorrere le orme della vulnerabile giovane donna dalla sua vita rurale isolata fino ad addentrarsi in un'oscura e intricata rete di inganni per rintracciare il suo assassino. 

## Ottava stagione

### Sangue e ossa
- Titolo originale: Blood and Bone

Vera viene chiamata in causa quando i resti carbonizzati di un corpo vengono scoperti nell'inceneritore di un mattatoio. Si scopre che il corpo è quello dell'agente Harry Fenton, della Northumberland & City Fraud Unit, al suo ultimo giorno di lavoro prima del pensionamento. Dopo che una dei colleghi di Fenton, Jac Williams, ha dato a Vera un'utile soffiata, Vera esamina uno dei casi di frode di Harry e scopre poliziotti corrotti e amici traditori. 

### Ghiaccio nero
- Titolo originale: Black Ice.
- L'episodio è diretto da David Leon, interprete del sergente Joe Ashworth.

Vera viene chiamata sulla scena di un violento incidente automobilistico. Si rende subito conto che l'incidente non è stato accidentale. Dopo che la vittima, Faye Wakeland, muore in ospedale, Vera sospetta che il suo omicidio possa essere collegato al recente suicidio di un uomo del posto. Ma Vera e Aiden trovano difficile arrivare alla verità quando tutti quelli che interrogano sembrano proteggere un segreto.

### Casa
- Titolo originale: Home

La vita tranquilla in una zona residenziale prende una svolta oscura quando una madre di due figli, Alison Glenn, di 43 anni, viene scoperta nel suo giardino dal suo giovane figlio, bastonata a morte. Vera e Aiden sono costretti ad espandere la loro indagine quando la famiglia con cui Alison aveva tagliato i ponti da anni si ripresenta. I sospetti iniziano a crescere. Aiden e Vera scoprono diversi scheletri nell'armadio della famiglia Glenn.

### Acque scure
- Titolo originale: Darkwater

Il corpo dell'adolescente Ethan Dewley viene trovato galleggiante in un bacino idrico. Quando Vera e il suo team scoprono che Ethan era scomparso da tre giorni, cercano risposte in una comunità rurale e in un centro di attività in riva al lago. Un'irruzione in una casa vicina rivela un collegamento inaspettato. 

## Nona stagione

### Punto cieco
- Titolo originale: Blind Spot

Vera viene chiamata sulla scena dell'omicidio della tirocinante psicologa forense Joanne Caswell, il cui corpo è stato trovato abbandonato in una discarica. Vera si concentra sul riesame di Joanne di un vecchio crimine, seguendo le tracce delle indagini della donna morta per catturare il suo assassino. 

### Parassita
- Titolo originale: Cuckoo

Vera si confronta con la vista dell'omicidio di Caden Lennon, accoltellato a morte nel cantiere navale di una città costiera. L'adolescente era fuggito dalle cure del suo assistente sociale sei settimane prima ma, con pochi indizi, Vera indaga su un collegamento con una banda e scopre una rete di droga. 

### Tre sorelle
- Titolo originale: Cold River

Lisa Varsey, una donna d'affari di successo, organizza una festa per la sua famiglia e i suoi amici sul fiume Tyne. I festeggiamenti vanno terribilmente storti quando sua sorella Dani viene trovata morta in acqua. All'inizio, la famiglia crede che la morte di Dani sia stata un incidente, ma Vera e il patologo Malcolm sanno che la scientifica indica un omicidio. Vera e il team discutono delle voci secondo cui Dani fosse in una relazione violenta e si chiedono se ciò avrebbe potuto portare alla sua morte. Ma l'indagine prende una svolta quando le prove indicano che qualcosa era marcio in un'altra area della vita di Dani. Vera inizia a credere che Dani fosse sul punto di rivelare una verità sgradevole. Vera deve sciogliere i fili strettamente intrecciati che tengono unita la famiglia per scoprire chi ha ucciso una donna innocente. 

### Il gabbiano
- Titolo originale: The Seagull
- Basato sul romanzo The Seagull di Ann Cleeves

L'ispettrice capo Vera Stanhope deve aprire un caso irrisolto per trovare il collegamento tra uno scheletro scoperto sotto il sito di un famigerato night club bruciato e un omicidio odierno.

## Decima stagione

### La volontà del sangue
- Titolo originale: Blood Will Tell

Vera deve svelare le circostanze della morte dell'imprenditore Freddie Gill quando il suo corpo viene trovato dagli ufficiali giudiziari che tentano di rientrare in possesso della sua casa. 

### Genitore inatteso
- Titolo originale: Parent Not Expected

Vera deve svelare un'intricata rete di inganni tra due famiglie molto diverse quando il corpo di un adolescente viene scoperto galleggiare vicino a un allevamento di salmoni del Northumberland. 

### Sporco
- Titolo originale: Dirty

Il corpo di Luke Sumner viene scoperto vicino al suo appartamento a Newcastle, ma l'esame patologico conclude che il colpo mortale potrebbe essere avvenuto diverse ore prima che morisse a causa delle ferite, spingendo Vera a ricostruire le ultime ore di Luke per indagare sul suo omicidio. 

### Scommessa persa
- Titolo originale: The Escape Turn

Quando il ricco magnate delle scommesse Alun Wilmott viene ucciso a colpi di arma da fuoco dopo essere tornato a casa presto nel mezzo di una terrificante invasione domestica, si presume che sia la sfortunata vittima di un furto con scasso andato storto. I colpevoli fuggono con un'enorme quantità di denaro dalla cassaforte personale di Alun, lasciando sua moglie e sua figlia traumatizzate nella loro scia. Vera sospetta un lavoro interno e prende immediatamente di mira il losco capo della sicurezza privata del ricco quartiere, Ciaran Duggan, la cui storia di crimini violenti mette in discussione il suo carattere riformato. 

## Undicesima stagione

### Testimone
- Titolo originale: Witness

Un costruttore locale, Jim Tullman, viene trovato morto sui gradini del Collingwood Monument dopo essere stato attaccato. Tullman avrebbe dovuto testimoniare contro l'aspirante calciatore Marcus Hynde, accusato di aver aggredito Victor Samassi. Vera e la polizia sospettano il fratello di Marcus, Patrick, che ha una storia violenta ed è anche venuto alle mani con Tullman in precedenza. Malcolm scopre che Tullman aveva GHB nel suo corpo abbinato all'alcol. Inoltre, nella sua gola viene scoperto un anello di fidanzamento, messo lì dopo la sua morte. La polizia scopre che Tullman si era incontrato segretamente con Leslie Clayton, la moglie del suo migliore amico Gary Clayton. Marcus Hynde scappa di casa e viene catturato dalla polizia. Dice a Vera che voleva ammettere l'aggressione, ma Tullman si era offerto di cambiare la sua testimonianza e scagionare Marcus da qualsiasi illecito. Vera interroga la ex moglie di Tullman riguardo al Fig Tree, un ristorante dove la famiglia era andata due anni prima. Fuori dal ristorante Jim e suo figlio avevano aggredito un giovane avvocato, Aldo Rossi, morto in seguito alle lesioni.

### Recupero
- Titolo originale: Recovery

Vera viene chiamata sulla scena quando il corpo dell'assistente sociale Angela Konan viene trovato nascosto tra i boschi desolati del Parco nazionale del Northumberland. Vera e il suo team devono svelare gli strati della vita della vittima introversa per scoprire i suoi segreti gelosamente custoditi e le sorprendenti profondità. Un'Angela sempre più irregolare si era scontrata con due clienti nelle settimane prima di morire. Una di loro, Beth Draper, si è avvicinata alla figlia di Angela la settimana precedente. I sospetti si rivolgono anche alla figlia di Draper, Maya, che non era a casa la notte in cui Angela è stata uccisa. 

### Tyger Tyger
- Titolo originale: Tyger Tyger

Quando il caposquadra della sicurezza Gary Mallon viene ferito a morte durante una rapina in un porto per container di Blyth, le prove indicano un'audace rapina andata male. Vera inizia a sospettare un lavoro interno. Le indagini prendono una svolta inaspettata quando l'ex moglie di Gary contatta la polizia con la notizia che il loro figlio di 13 anni è scomparso. Gary Mallon agiva sotto costrizione, vittima del "rapimento della tigre", ovvero costringere qualcuno a commettere un crimine come riscatto per un rapimento. Per salvare il ragazzo scomparso, Vera deve prima capire chi c'era dietro la rapina. Ulteriori complicazioni sorgono quando si ritrova costretta a collaborare con un ufficiale della NCA che sta lavorando a un'operazione di sorveglianza segreta con legami con la criminalità organizzata. Mentre Vera si avvicina ai rapitori, un passo falso nelle indagini porta a tragiche ripercussioni e lei si ritrova esclusa dal caso. 

### Come il corvo vola
- Titolo originale: As the Crow Flies

Lizzy Swann, un'insegnante di scuola elementare, viene trovata morta in fondo a una passerella costiera sul lato di una scogliera. Quello che all'inizio sembra essere un terribile incidente diventa presto un'indagine per omicidio quando Vera scopre le prove che il corpo è stato manomesso. La famiglia Swann è inorridita dalla notizia. È l'ultima di una serie di tragedie che li hanno colpiti: il marito di Lizzy, Phil, è stato mandato in pensione dall'esercito in seguito a un infortunio, suo fratello è morto in un incidente d'auto e la fattoria di famiglia sta cadendo in rovina. Le indagini di Vera dipingono un'immagine inquietante di una donna guardinga e paranoica che nei giorni precedenti la sua morte sembrava bruciare ponti con amici e familiari. Quando Vera scopre che Lizzy è stata recentemente sospesa dal lavoro per aver accusato incautamente un padre di aver abusato fisicamente di suo figlio - e la sua famiglia è stata tenuta all'oscuro - inizia a chiedersi quali altri segreti si trovano al centro di questo caso. Una faida perpetua con la cognata Rose, in lutto e invidiosa, battibecchi con il caparbio fidanzato della figlia più giovane, Greg, e uno scontro pubblico con l'amico intimo e inquilino di Phil, Jamie "Macca" McCarthy, non lascia carenza di sospetti; ma Vera inizia a sospettare che la verità dietro l'omicidio di Lizzy possa essere molto più insidiosa. 

### Segni vitali
- Titolo originale: Vital Signs

Vera viene chiamata davanti alla triste scena di un corpo trovato nel retro di un'auto bruciata parcheggiata in una cava. Quando il corpo viene identificato come quello del famoso medico di famiglia locale, Lucy Yo, la squadra si ritrova in un'inaspettata rete di tradimenti e bugie. I sospettati includono il coniuge offeso, un medico esperto e la sua famiglia, la famiglia di un paziente anziano deceduto e coloro che perpetuano frodi sulle prescrizioni. 

### Come soffia il vento
- Titolo originale: The Way the Wind Blows

Il corpo di Lisa Millworth, consulente delle risorse umane di un'azienda locale di turbine, viene ritrovato sulle rive del fiume Tyne. Vera e il suo team scoprono una montagna di bugie raccontate dalla famiglia di Lisa riguardo a dove si trovarono al momento della morte e alla loro conoscenza dell'incidente.

## Dodicesima stagione

### Controcorrente
- Titolo originale: Against the Tide

La ispettrice capo Vera Stanhope viene chiamata in un faro remoto dove è stato scoperto un corpo legato a una barca a vela. Avviando immediatamente le sue indagini, Vera scopre presto che il corpo è quello di Frank Channing, ufficiale delle forze dell'ordine del consiglio locale ed esperto marinaio dilettante. Un padre di famiglia, con forti amicizie, molto rispettato sul lavoro, le premesse fanno supporre ad un incidente. Tuttavia, non passa molto tempo prima che Vera scopra prove che suggeriscono un omicidio. Vera e il suo team ricostruiscono gli ultimi giorni di Frank e presto scoprono che la sua vita non era tutta semplice. 

### Per grazia di Dio
- Titolo originale: For the Grace of God

Il caporale Conn Burns era un soldato devoto, diligente e decorato con una giovane famiglia amorevole, ma tutto andò in pezzi quando lasciò l'esercito. Adattarsi alla vita civile non è stato facile e dopo una serie di scelte di vita sbagliate, Conn si è ritrovato desolato, per le strade di Newcastle. Nel tentativo di rimettere in carreggiata la sua vita, Conn aveva recentemente fatto delle mosse che lo avrebbero visto ripagare vecchi debiti, ricostruire relazioni e toglierlo dalla strada, ma un oscuro segreto del suo passato e un tradimento nel presente lasciavano il suo futuro incerto e mortale. 

### Blu
- Titolo originale: Blue

Joel Kingston è un poliziotto di una rispettata e nota famiglia di poliziotti, ma quando viene trovato morto, galleggiante in un lago del parco, la DCI Vera Stanhope si ritrova a indagare su entrambi i lati della sottile linea blu per trovare il suo assassino. Una complessa dinamica familiare, tensioni sul lavoro e contatti con la malavita dipingono un quadro oscuro e complesso. Joel era lì per servire e proteggere, ma il suo ostinato impegno per la giustizia ad ogni costo lo ha forse portato alla morte? Oppure è stato ucciso per impedirgli di rivelare un segreto che avrebbe distrutto la vita di qualcuno? Vera si mette ad indagare, infastidendo alcuni poliziotti mentre cerca risposte sul motivo per cui il PC Joel Kingston non è più in servizio. 

### La sera più buia
- Titolo originale: The Darkest Evening
- Basato sul romanzo The Darkest Evening di Ann Cleeves.

Nella notte di un forte temporale, mentre cerca di tornare a casa, Vera Stanhope si imbatte in un'auto abbandonata con un bambino a bordo. Senza segnale mobile e strade bloccate ad ogni angolo, Vera è costretta a cercare rifugio dove preferirebbe non essere, Brockburn House, la magione ancestrale degli Stanhopes. Vera non riceve esattamente un caloroso benvenuto dalla sua famiglia poiché c'è una festa in pieno svolgimento e il suo presentarsi con un bambino non è considerato conveniente. Le cose iniziano a peggiorare ulteriormente e prendono una svolta molto sinistra quando un corpo viene trovato sulla strada che porta a Brockburn House.

### Secret Santa
- Titolo originale: The Rising Tide
- Basato sul romanzo The Rising Tide di Ann Cleeves.

Quando un gruppo di vecchi compagni di scuola si riunisce su una remota isola inglese per riunirsi e commemorare una vecchia gita scolastica, le tensioni aumentano, portando a un tragico incidente in cui uno dei membri viene trovato morto. La DCI Vera Stanhope viene chiamata a indagare. Inizialmente si presume che la scena raccapricciante sia un suicidio, poiché Rick Kelsall è stato recentemente licenziato e gli amici affermano di non avere nulla a che fare con il terribile fatto.

## Tredicesima stagione

### Fast Love
Dopo che Aiden è partito per l'Australia, l'ispettore capo Vera Stanhope e Joe Ashworth, promosso al grado di Ispettore e tornato per valutare l'operato della squadra, vengono chiamati in una tranquilla strada di campagna dove un giovane è stato trovato morto a seguito di una collisione con un'auto. Diventa chiaro dopo un'ispezione più ravvicinata non si tratta di un incidente ed è più complicato di un'omissione di soccorso. Vera scopre che la vittima è un famoso commerciante di mercato e si reca nella sua posizione per iniziare a farsi un'idea di chi fosse e perché qualcuno lo vorrebbe morto.

### Tender
Il DCI Stanhope indaga su un caso intrigante e sconcertante dopo che il corpo di una giovane ragazza malata viene ritrovato su un binario di raccordo in mezzo al nulla. Il caso produce presto colpi di scena che fanno sì che Vera si chieda chi fosse realmente questa ragazza e sospettare se il suo stato di indebolimento abbia permesso a qualcuno di approfittarsi di lei. 

### Salt and Vinegar
Il DCI Stanhope indaga quando il corpo del comproprietario di una rosticceria viene trovato nel congelatore del locale. La vittima è un imprenditore apparentemente di successo e un devoto padre di famiglia, ma Vera scopre segreti, bugie e alcuni comportamenti imperdonabili mentre cerca di svelare il caso. Diventa presto evidente che l'imprenditore si è lasciato alle spalle debiti, promesse non mantenute, rovinato vite e interferito dove non avrebbe dovuto.